# Alonso Tapia
Alonso Tapia Ruiz (auch Ángel Tapia Ruiz; * 3. Oktober 2002) ist ein mexikanischer Eishockeyspieler, der seit 2023 für die Mannschaft der University of Alberta, die Alberta Golden Bears, in der Conference Canada West von U Sports, der kanadischen Hochschulsportorganisation, spielt.

## Karriere
Alonso Tapia begann seine Karriere in der kanadischen Provinz Alberta, wo er zunächst für die Taber Golden Suns und anschließend bei den Edmonton Royals spielte. 2022 wechselte er für ein Jahr in die United States Premier Hockey League zu den Fresno Monsters. 2023 kehrte er nach Alberta zurück und spielt seither für die Mannschaft der University of Alberta, die Alberta Golden Bears, in der Conference Canada West von U Sports, der kanadischen Hochschulsportorganisation.

### International
Für die mexikanischen Junioren nahm Tapia an den Weltmeisterschaften der  U18-Junioren 2019 und der U20-Junioren 2020 und 2022, als der Aufstieg in die Division II gelang, jeweils in der Division III teil.
Mit der Herren-Nationalmannschaft seines Landes nahm Tapia erstmals an der Weltmeisterschaft der Division IIB 2023 teil. Im folgenden Jahr spielte er – nach dem Abstieg im Vorjahr – bei der Weltmeisterschaft der Division IIIA 2024 unter dem Namen Ángel Tapia.

## Erfolge und Auszeichnungen
- 2022 Aufstieg in die Division II, Gruppe B, bei der U20-Weltmeisterschaft der Division III